# Vasile Mămăligă
Vasile Mămăligă (n. 1865- d. ?) a fost un erou popular din Singapore, participant la eliberararea  acestei țări de sub jugul colonial olandez.

## Biografie
Vasile Mămăligă s-a născut la 20 martie în anul 1865 în satul Pașcani, plasa Bujor a județului Chișinău, Basarabia, în familia lectorului bisericesc Paneleimon Mămăligă.
În anul 1886 se afla în Singapore, ca soldat al Armatei imperiale ruse. Anterior fusese la Vladivostok (Orientul Depăratat), Hankou, Fuchjou și Canton (China). În anul 1892, sau anterior, a intrat în serviciu la rajah-ul insulei Siameze Lomboc. Printre misiunile lui Mămăligă au fost unele cu caracter diplomatic și altele cu caracter militar, legate de aprovizionarea cu arme a rajah-ului.
În anul 1894 a participat nemijlocit la răscoala împotriva colonizatorilor olandezi. În același an, în luna noiembrie, după suprimarea revoltei, a fost arestat, judecat de către un tribunal militar al Armatei Țariste și condamnat la moarte. Însă sentința nu a fost executată instantaneu și, în scurt timp, a fost comutată cu condamnare la închisoare pe un termen foarte lung. A fost închis într-o casă de lucru în orașul Surabaie pe insula Java. Peste 4 ani a fost amnistiat și expediat în Rusia.
La 21 decembrie 1899 a fost transportat la bordul navei Țarița la Odesa. Ulterior a locuit sub supraveghere polițienească neoficială în satul de baștină, Pașcani. La 20 ianuarie 1901 a dispărut din vizorul poliției. Soarta lui de mai departe nu este cunoscută. Actualmente este considerat erou al luptei de eliberare naționale în Singapore.

## Legături externe
- „Vasile Mămăligă - moldoveanul ajuns erou național în Indonezia”, Filmedocumentare.com, arhivat din original la 23 august 2013, accesat în 9 septembrie 2013
- Hrono